# Bonzée-en-Woëvre
Bonzée-en-Woëvre is een plaats en voormalige gemeente in het kanton Étain in het Franse departement Meuse in de regio Grand Est.

## Geschiedenis
In 1977 fuseerde Bonzée-en-Woëvre met Mesnil-sous-les-Côtes en Mont-Villers tot de gemeente Bonzée.

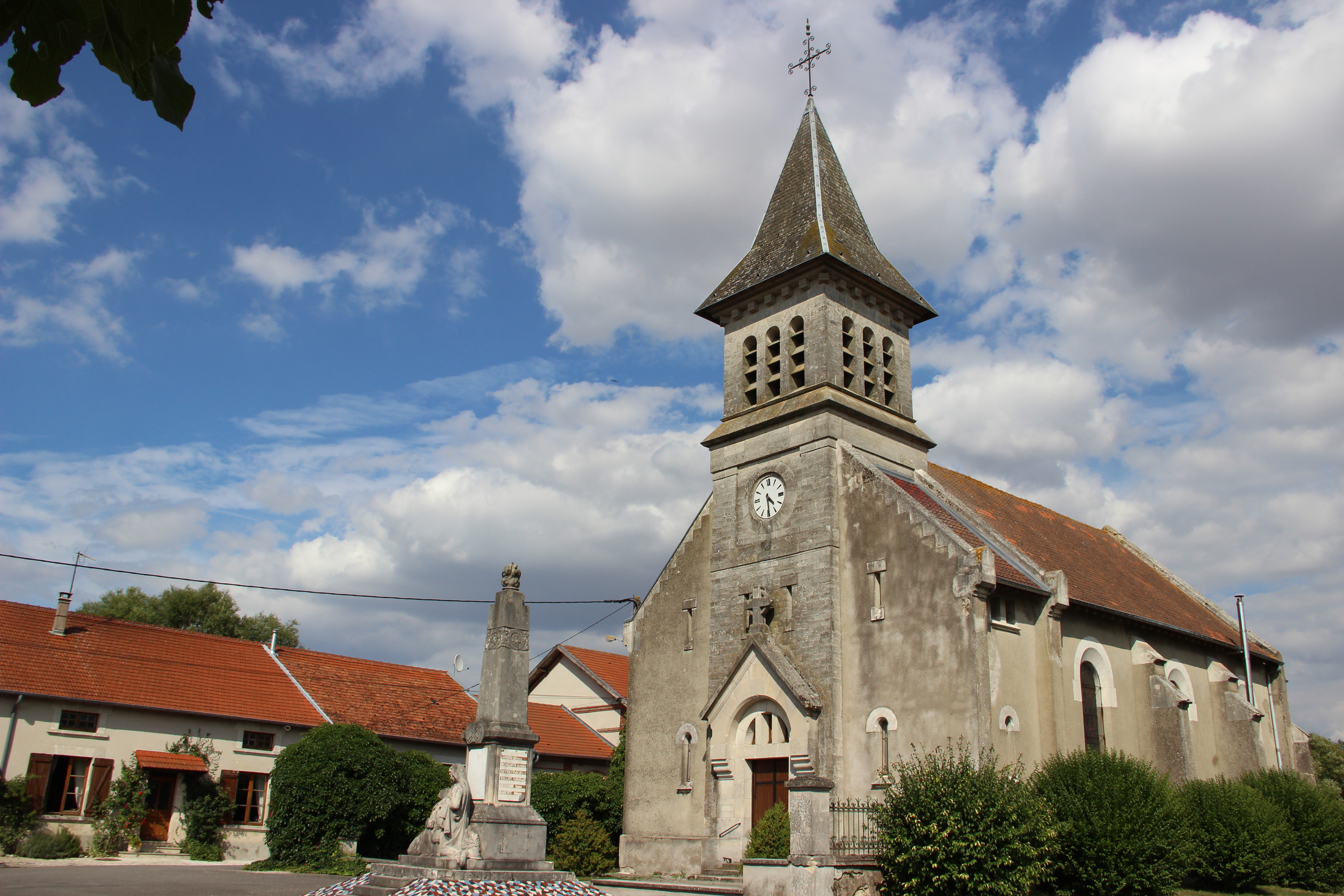
De kerk van Bonzée-en-Woëvre

Bonzée-en-Woëvre · Mesnil-sous-les-Côtes · Mont-sous-les-Côtes · Villers-sous-Bonchamp